# لارانجیراس (سرجیپ)
لارانجیراس (به پرتغالی: Laranjeiras) یک منطقهٔ مسکونی در برزیل است که در سرژیپه واقع شده‌است. لارانجیراس ۱۶۲٫۲۷ کیلومتر مربع مساحت و ۳۰٬۰۸۰ نفر جمعیت دارد و ۹ متر بالاتر از سطح دریا واقع شده‌است.